# پوره سیب‌زمینی
پوره سیب‌زمینی غذایی است که از پوره کردن سیب‌زمینی پخته شده درست می‌شود. دستور پخت این غذا تا قبل از ۱۷۴۷ وجود نداشت و اولین بار در کتاب هنر آشپزی از هانا گلس دیده شد. پودر پوره سیب‌زمینی و فریز شدهٔ آن نیز در بازار موجود است.

## مواد اولیه

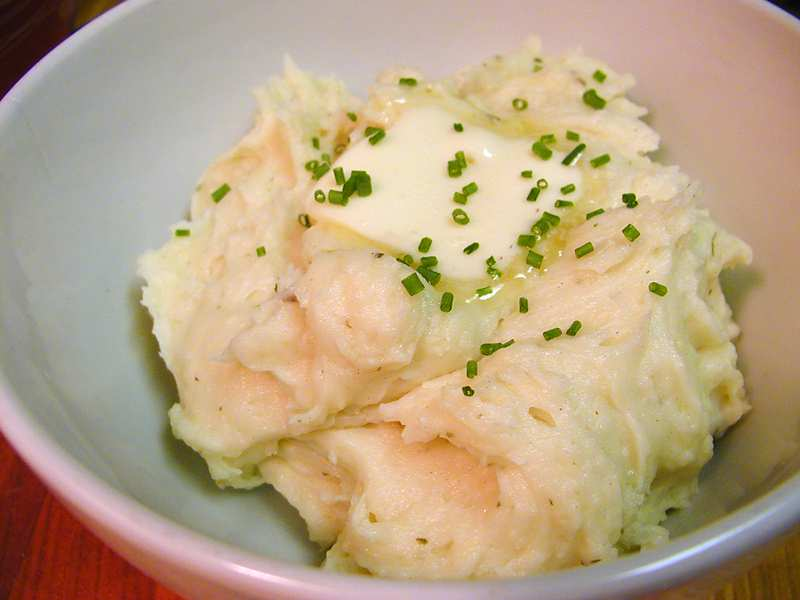
پوره سیب زمینی با کره و پیازچه

استفاده از نوع «آردی» سیب‌زمینی معمولاً پیشنهاد می‌شود، هر چند سیب‌زمینی‌های «مومی» نیز برای بافت متفاوتش استفاده می‌گردند. کره، روغن گیاهی، شیر یا خامه نیز برای بهتر کردن مزه و بافت اضافه شده و به سیب‌زمینی‌ها نیز نمک، فلفل سیاه یا هر ادویه مورد علاقه زده می‌شود. چاشنی‌های معمول که در این غذا استفاده می‌شوند عبارت‌اند از: سیر، پنیر، تکه‌های بیکن، خامه ترش، پیاز، خردل، ادویه‌هایی چون جوز، گیاهان خرد شده‌ای چون جعفری و رومارن، شلغم سفید و واسابی.